# 松崎さ代子
松崎 さ代子（まつざき さよこ、1982年8月23日 - ）は、日本の元女子バレーボール選手。

## 来歴
東京都世田谷区出身。小学校4年生よりバレーボールを始める。都立駒場高校を経て、2001年NECレッドロケッツに入団。2002年全日本代表に初選出され、同年ワールドグランプリに出場した。
2005年第12回Vリーグでは途中から大友愛が離脱したため、それまでのレフトからセンターにコンバートした。慣れないポジションにもかかわらず、ブロック決定率ではリーグ6位、得点ではチーム2位の成績を収めた。副主将として若手選手を牽引した。
2010年6月、現役引退。

## エピソード
- 祖母・母の名前を一文字ずつもらい、さ代子と名付けられた。
- ニックネームのキコは本名「まつざき さよこ」から取ったものである。

## 球歴
- 全日本代表 - 2002年-2003年、2009年

## 所属チーム
- 東玉川小
- 奥沢中
- 都立駒場高等学校
- NECレッドロケッツ（2001-2010年）